# Coracle

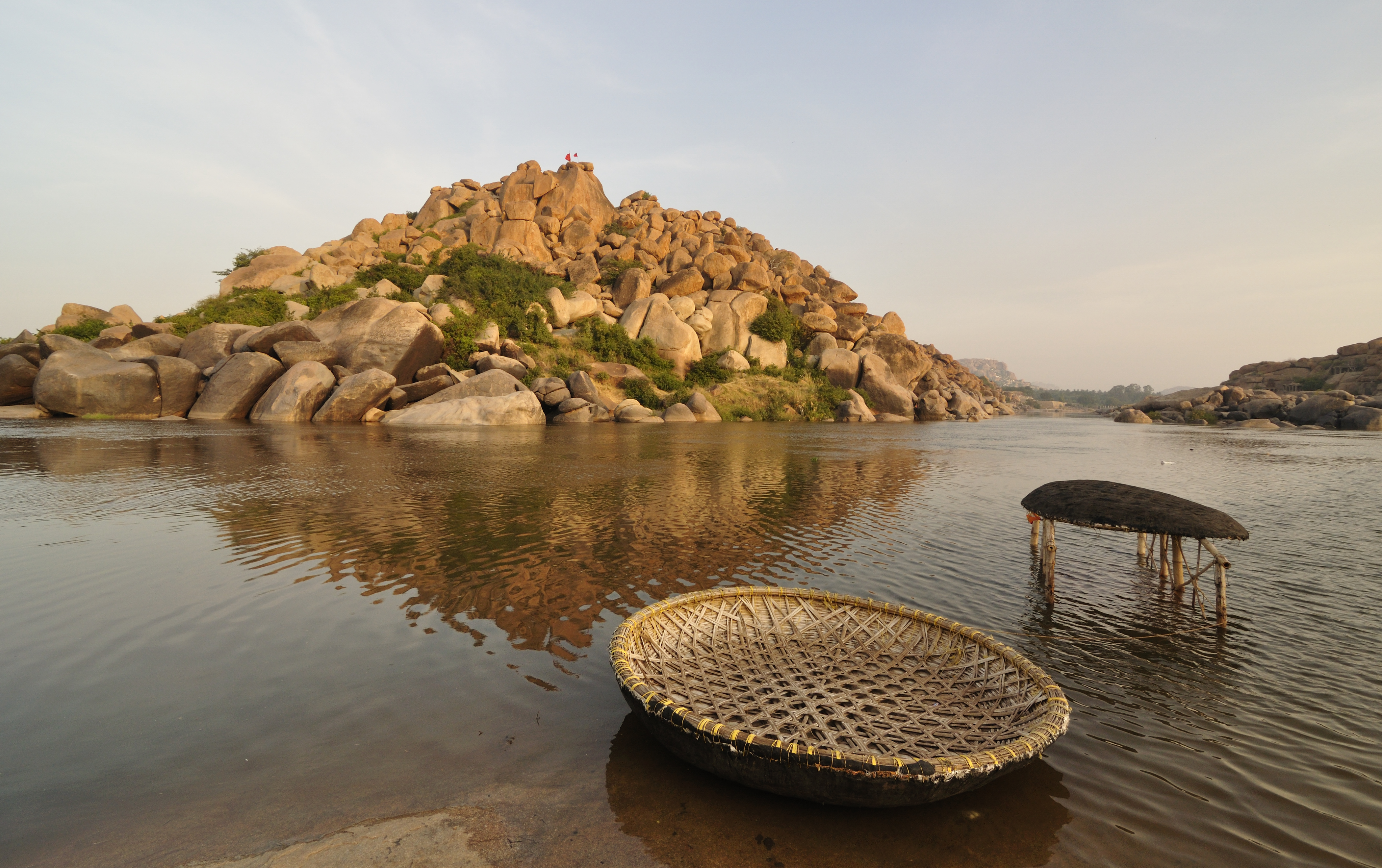
due coracle sul fiume Tungabhadra nei pressi di Hampi in India

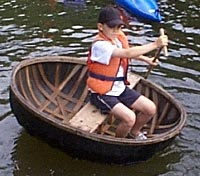

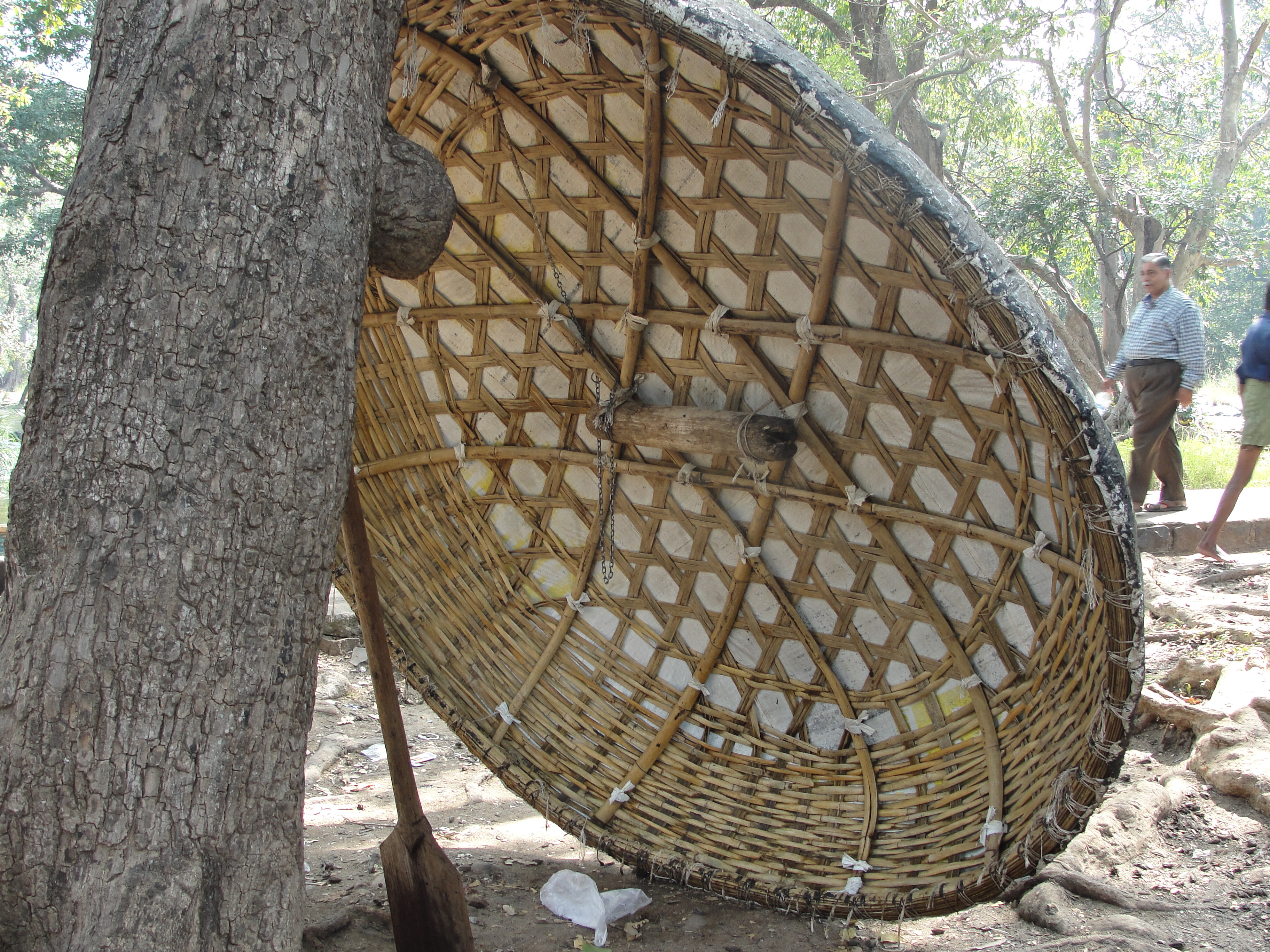

Il coracle è una barca piccola e leggera del tipo tradizionale usato nel Galles ma anche in parti dell'Inghilterra dell'Ovest e del Sud Ovest, in Irlanda (in particolar modo sul fiume Boyne) e Scozia. La parola è anche usata per barche simili che si trovano in India, Vietnam, Iraq e Tibet. La parola "coracle" deriva dal gallese cwrwgl, simile alla parola "currach" irlandese e gaelica scozzese, oltre ad essere presente in inglese nei primi anni del sedicesimo secolo.

## Struttura
Di forma ovale e simile a un mezzo guscio di noce, la struttura è composta da un'intelaiatura di listelli in salice intrecciati tra loro. Lo strato esterno era inizialmente realizzato con pelle di animali come cavalli o buoi, oggi sostituita da tela o fibra di vetro. L'impermeabilizzazione veniva e (nel caso della tela) viene realizzata con catrame. Lo scafo ha un fondo piatto e privo di chiglia, allo scopo di distribuire uniformemente il peso della barca e il suo carico sulla struttura, oltre che per ridurre il pescaggio dell'imbarcazione - solitamente limitato a una decina di centimetri - rendendo così l'imbarcazione ideale per la navigazione fluviale.
Ciascun coracle è unico nel suo genere, essendo progettato prendendo in considerazione le caratteristiche del fiume sul quale verrà utilizzato. In linea di massima, esiste uno standard costruttivo per ciascun fiume, ma non è sempre così. I coracle utilizzati sul fiume Teifi, ad esempio, hanno uno scafo a fondo piatto, poiché vengono utilizzati per attraversare tratti di rapide dove è indispensabile uno scarso pescaggio, mentre i coracle di Carmarthen hanno forma più rotondeggiante e hanno un pescaggio maggiore, venendo utilizzati nelle acque del Tywi, che non presenta rapide.